# Oospila quinquemaculata
Oospila quinquemaculata är en fjärilsart som beskrevs av W. Warren 1906. Oospila quinquemaculata ingår i släktet Oospila och familjen mätare. Inga underarter finns listade i Catalogue of Life.